# Cruel Melody
| Оценки критиков   | Оценки критиков                                                                    |
| Источник          | Оценка                                                                             |
| ----------------- | ---------------------------------------------------------------------------------- |
| Allmusic          | [ 1 ]                                                                              |
| Alternative Press | 3,5 из 5 звёзд · 3,5 из 5 звёзд · 3,5 из 5 звёзд · 3,5 из 5 звёзд · 3,5 из 5 звёзд |
| DecoyMusic.com    | [ 2 ]                                                                              |

Cruel Melody — дебютный студийный альбом рок-группы Black Light Burns, вышедший в 2007 году. Некоторые записи с этого альбома являются работами Уэса Борланда во время участия в предыдущих проектах и неизданными сольными треками. Но большинство песен были написаны специально для этого альбома.

## Список композиций
Слова и музыка ко всем песням были написаны Уэсом Борландом
1. «Mesopotamia» — 4:27
2. «Animal» — 4:08
3. «Lie» — 4:19
4. «Coward» (featuring Sonny Moore) — 4:36
5. «Cruel Melody» (featuring Carina Round) — 5:00
6. «The Mark» — 3:13
7. «I Have a Need» (featuring Sam Rivers) — 4:24
8. «4 Walls» — 3:51
9. «Stop a Bullet» — 3:37
10. «One of Yours» — 4:51
11. «New Hunger» — 5:24
12. «I Am Where it Takes Me» (featuring Johnette Napolitano) — 6:09
13. «Iodine Sky» — 8:30

Бонус-треки
- «Kill the Queen» (BestBuy Bonus Track) — 4:56
- «Fall Below» (iTunes Bonus Track) — 4:16
- «Lie» (Daniel from Idiot Pilot Remix) — 4:14

Бонус-треки европейского издания
- «Mesopotamia» (Assyrian Mix) — 5:45
- «Lie» (Seth Vogt Mix) — 6:27